# Wieprz (gemeente)
De gemeente Wieprz is een landgemeente in het Poolse woiwodschap Klein-Polen, in powiat Wadowicki.
De zetel van de gemeente is in Wieprz.
Op 30 juni 2004 telde de gemeente 11 476 inwoners.

## Oppervlakte gegevens
In 2002 bedroeg de totale oppervlakte van gemeente Wieprz 74,51 km², waarvan:
- agrarisch gebied: 80%
- bossen: 9%

De gemeente beslaat 11,54% van de totale oppervlakte van de powiat.

## Demografie
Stand op 30 juni 2004:
| Omschrijving                   | Totaal | Totaal | Vrouwen | Vrouwen | Mannen | Mannen |
| ------------------------------ | ------ | ------ | ------- | ------- | ------ | ------ |
| eenheid                        | aantal | %      | aantal  | %       | aantal | %      |
| inwoners                       | 11 476 | 100    | 5676    | 49,5    | 5800   | 50,5   |
| bevolkingsdichtheid (inw./km²) | 154    | 154    | 76,2    | 76,2    | 77,8   | 77,8   |

In 2002 bedroeg het gemiddelde inkomen per inwoner 1234,64 zł.

## Plaatsen
De gemeente omvat 6 sołectwo:
Frydrychowice, Gierałtowice, Gierałtowiczki, Nidek, Przybradz, Wieprz

## Aangrenzende gemeenten
Andrychów, Kęty, Osiek, Polanka Wielka, Przeciszów, Tomice, Wadowice, Zator